# Бед (Француска)
Бед (фр. Beddes) насеље је и општина у централној Француској у региону Центар (регион), у департману Шер која припада префектури Сент Аман Монрон.
По подацима из 2011. године у општини је живело 93 становника, а густина насељености је износила 7,2 становника/km². Општина се простире на површини од 12,92 km². Налази се на средњој надморској висини од 230 метара (максималној 257 m, а минималној 192 m).

## Демографија
| 1962. | 1968. | 1975. | 1982. | 1990. | 1999. | 2011. |
| ----- | ----- | ----- | ----- | ----- | ----- | ----- |
| 144   | 152   | 136   | 125   | 111   | 94    | 93    |

График промене броја становника у току последњих година